# Nicandre d'Alexandria
Nicandre d'Alexandria (en llatí Nicander, en grec antic Νίκανδρος "Níkandros") fou un filòsof peripatètic grec.
La seva època és totalment desconeguda, però el seu origen si que és conegut: la ciutat d'Alexandria a Egipte. Va escriure una obra coneguda amb el seu títol grec de Περὶ τῶν Ἀριστοτέλους Μαθητῶν, segons diu l'enciclopèdia Suides.